# 비보나
비보나(이탈리아어: Bibbona)는 이탈리아 토스카나주 리보르노도에 있는 코무네다. 피렌체에서 남서쪽 80km, 리보르노에서 남동쪽 40km 거리에 있다.

## 역사
비보나의 언덕 위치는 천연 방어시설로 초기 중세 시대에 요새 시설이 있었던 것으로 알려졌다. 또한 이 지역에는 무덤과 고고학적 발견물을 통해 에트루리아 시대부터 인류가 정착했던 것으로 알려졌으며, 이는 고대 로마 시대에 가서도 지속된다. 초기 중세 시대에 비보나와 주변 방어 시설은 델라 게라르데스카 가문의 소유였고, 이는 12세기 교황 인노첸시오 3세가 준 것이다. 그 후 소유권은 볼테라, 피사 등에 넘어갔고 최종적으론 피렌체의 소유가 되었다.